# コモ＝モンダー県
コモ＝モンダー県（フランス語: Département du Komo-Mondah）は、ガボン・エスチュエール州の県の一つ。北にノヤ県、東をコモ県、南をコモ＝オセアン県と接し、首都リーブルヴィルおよびオウェンドを取り囲んでいる。面積は1,842km2。人口は90,096人（2013年国勢調査）とガボンの県の中では比較的多いが、そのほとんどが都市部（コミューン）に居住している。
1975年12月18日にリーブルヴィル等を含めたガボン河口を包括する県として設置され、その後リーブルヴィルが独立（元々コモ＝モンダー県に所属していなかった可能性もある）。2006年1月4日にリーブルヴィルの北にあるエステリア岬がカプ・エステリアス県として、河口より南部地域がコモ＝オセアン県として分離した。その後、2013年2月21日にカプ・エステリア県は廃止され県の一部となり、7月17日にオウェンドが県より独立した。
著名な出身者として、ガボンの第7代首相を務めたポール・ビヨゲ・ムバが挙げられる。

## 下位区画
2つのカントン（郡）と2つのコミューン（基礎自治体）から成る。またコミューンは2013年7月17日以降行政区（Arrondissement）が設置された。
| 名称             | 現地語名          | 人口 （2013年） | 行政区                                              |
| ---------------- | ----------------- | --------------- | --------------------------------------------------- |
| コモ・ントゥム郡 | Canton Komo Ntoum | 2,037           | -                                                   |
| ンベイ郡         | Canton Mbei       | 1,557           | -                                                   |
| ントゥム         | Commune de Ntoum  | 51,954          | 1区（ントゥム中央） 2区（ンオルタン） 3区（ビケレ） |
| アカンダ         | Commune d'Akanda  | 34,548          | 1区（カプ・エステリアス） 2区（アンゴンジェ）       |

- オセアン＝ゴンオエ郡（Océan-Gongoué） - 2006年1月4日、コモ＝オセアン県として分離。
- イコィ＝シニ郡（Ikoy-Tsini） - 2013年2月21日、ントゥムへ編入[5]。
- オウェンド（Commune d'Owendo） - 2013年7月17日、県より独立。

- 2013年に編入したカプ・エステリアス県はアカンダへ編入され、現在は行政区となっている。